# Francesco Zuccarelli

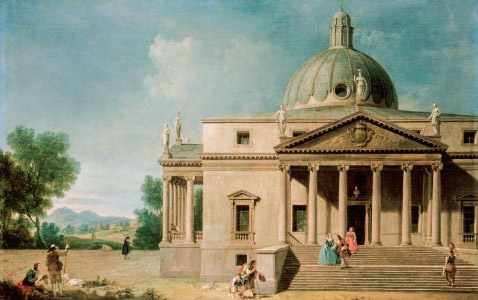
Antonio Visentini e Francesco Zuccarelli, Capriccio con una veduta del Castello di Mereworth, Royal Collections

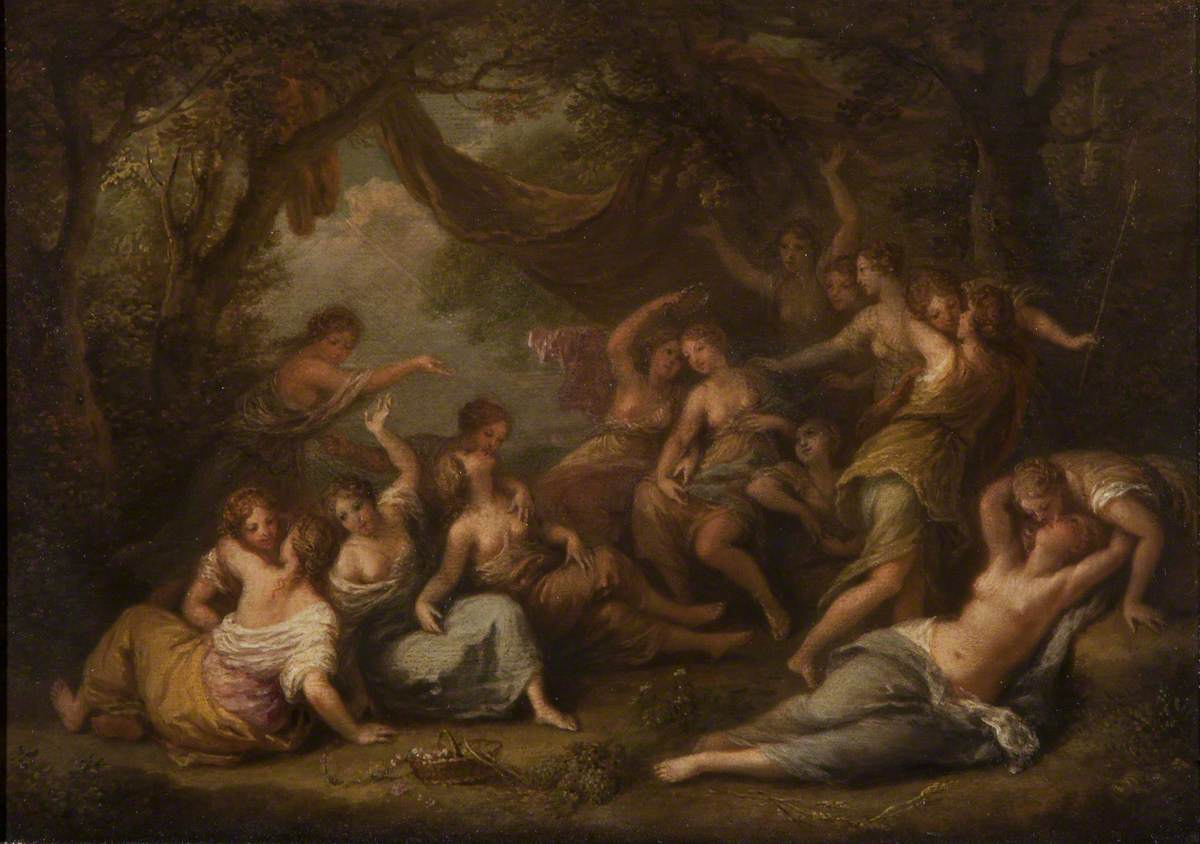
Francesco Zuccarelli (da Anton Van Dyck), Festa Floralia, National Trust, Kedleston Hall, Derby

Francesco Zuccarelli (Pitigliano, 15 agosto 1702 – Firenze, 30 dicembre 1788) è stato un pittore italiano del periodo rococò.

## Biografia
Francesco Zuccarelli nacque a Pitigliano, in provincia di Grosseto, nel 1702. Studiò a Firenze nella bottega di Paolo Anesi ed in seguito si trasferì a Roma presso i pittori Giovanni Maria Morandi e Pietro Nelli.
Fu inizialmente un pittore di soggetti storici ispirato dalla conoscenza della pittura di Claude Lorrain, pittore francese del Seicento vissuto a Roma che fu maestro di questo genere insieme al connazionale, ma più scenografico, Nicolas Poussin.
Trasferitosi a Venezia, Zuccarelli, si rivolse alla pittura di soggetto arcadico, che coltivò in concorrenza col bellunese Giuseppe Zais. Come successe ad altri pittori veneti suoi contemporanei, quali Canaletto e Bernardo Bellotto, la sua pittura fu molto apprezzata all'estero dove fu chiamato a dipingere per ricchi mecenati come ad esempio il celebre Console Joseph Smith.
Zuccarelli lavorò molto in Inghilterra dove influenzò importanti pittori locali in maniera particolare il suo stile fu ripreso dal grande Joshua Reynolds.
Dopo cinque anni di permanenza a Londra, Zuccarelli ritornò a Venezia.
Di nuovo a Londra nel 1765, fu uno dei fondatori della Royal Academy of Arts nel 1768.
Tornò in Italia nel 1773 ricco e ammirato dal pubblico britannico.
Lavorò ed ebbe altre grandi commissioni fin oltre i 75 anni in particolare per ville e palazzi dell'aristocrazia veneta e lombarda ma la maggior parte delle sue pitture sono ancora oggi in Inghilterra.
Tornato in Toscana Zuccarelli morì a Firenze il 30 dicembre 1788.

### Opere
Le sue opere si trovano a:
- Palazzo Lechi - Montirone (BS).

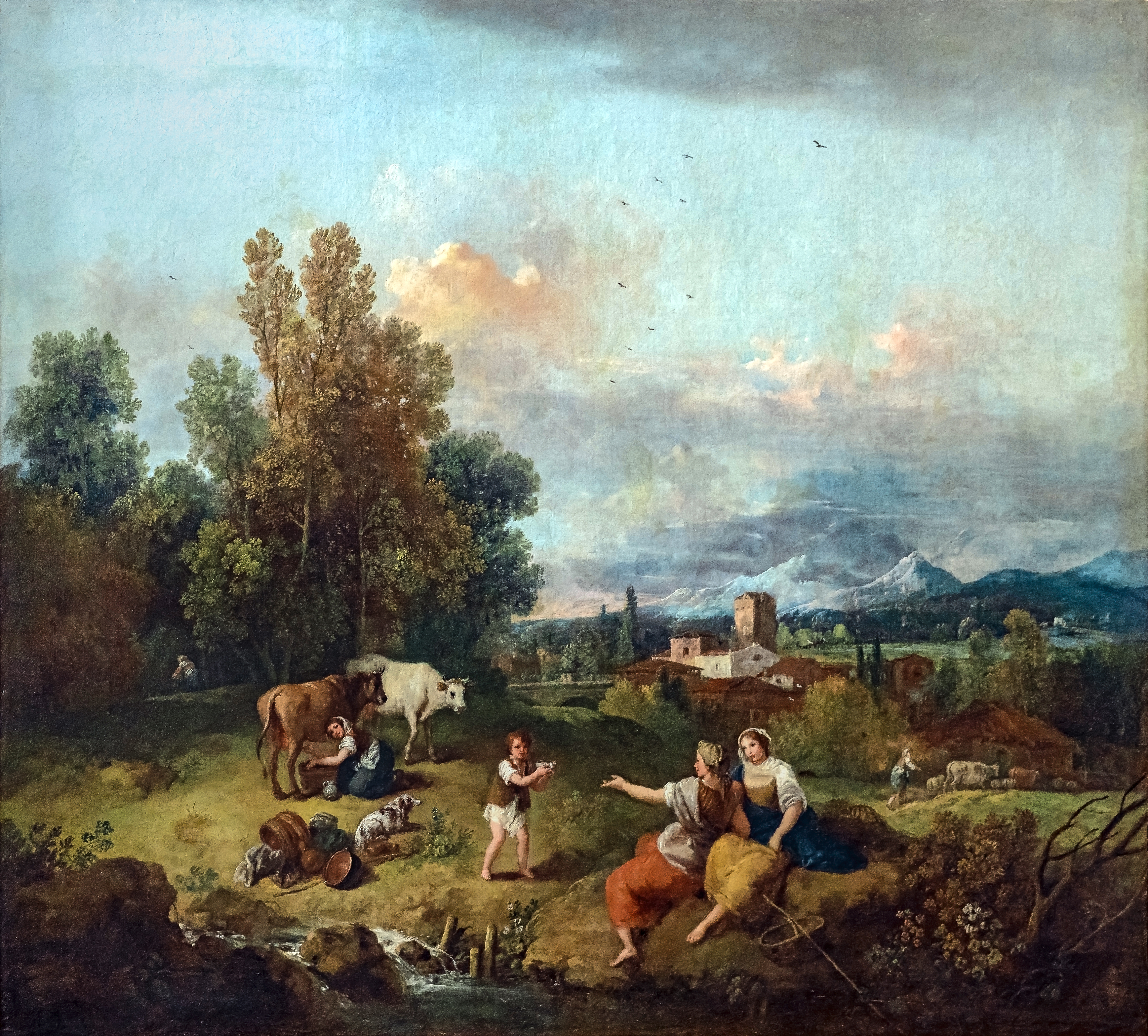
Francesco Zuccarelli, Pastorale, Ca' Rezzonico, Venezia

- Pinacoteca Tosio Martinengo - Brescia.
- Palazzo Borromeo - Isola Bella (VB).
- Accademia Carrara - Bergamo.
- Palazzo Leoni Montanari - Vicenza.
- Villa Medici Giulini - Briosco (MI).
- Museo di Palazzo Orsini - Pitigliano (GR).
- Municipio del Comune di Pitigliano - Pitigliano (GR).
- Banca di Credito Cooperativo di Pitigliano - Pitigliano (GR).
- Palazzo Rosselli - Bologna.
- Castello Sans-Souci - Potsdam (Germania).
- Castello di Windsor - Inghilterra.
- Ca' Rezzonico - Venezia.
- Kunsthistorisches Museum - Vienna (Austria).